# Matthias Örüm
Matthias Örüm (* 2. November 1975 in Heidelberg) ist ein ehemaliger deutscher Fußballspieler. Er war in der Abwehr und Innenverteidigung tätig.

## Karriere
Matthias Örüm kam im Sommer 1993 zu Eintracht Frankfurt, wo er in der Saison 1994/1995 und 1995/96 in der zweiten Mannschaft spielte. Im Jahr 1996 wechselte er zum SV Sandhausen in die Oberliga Baden-Württemberg. Nach zwei Spielzeiten schloss er sich im Sommer 1998 Viktoria Aschaffenburg an, das seinerzeit in der Oberliga Hessen spielte. Im Jahr 1999 wechselte er zum SV Darmstadt 98 in die Regionalliga Süd. Im Sommer 2001 verpflichtete ihn die TSG 1899 Hoffenheim, die gerade in die Regionalliga aufgestiegen war. Ein Jahr später nahm ihn Zweitligist Wacker Burghausen unter Vertrag. Dort gehörte er zu den Stammkräften im Team, verließ den Verein im Sommer 2004 wieder. Er kehrte nach Hoffenheim zurück, wo er wieder in der Regionalliga spielte. Nachdem er in der Hinrunde 2006/07 nicht mehr berücksichtigt worden war, schloss er sich Anfang 2007 dem SV Wilhelmshaven an. Im Sommer 2007 wechselte er ablösefrei zum damaligen Oberligisten SV Waldhof Mannheim. Mit dem SV Waldhof stieg er im Jahr 2008 in die Regionalliga auf, kam aber kaum noch zum Einsatz. Im Sommer 2009 beendete er seine Profi-Laufbahn. Örüm sah in seiner ganzen Karriere, weder in Freundschaftsspielen noch in Pflichtspielen, eine Rote Karte. Er galt als äußerst fairer Spieler mit guten fußballerischen Fähigkeiten und einem extrem guten Kopfballspiel.
Seit 2011 ist Örüm als Trainer im Amateurbereich tätig. Zwischen 2013 und 2015 war er Spielertrainer beim TSV Michelfeld in der Landesliga Rhein-Neckar.

## Vereinsspiele
| Liga                       | Jahr      | Verein              | Spiele | Tore |
| -------------------------- | --------- | ------------------- | ------ | ---- |
| 2. Bundesliga              | 2002–2004 | Wacker Burghausen   | 67     | 10   |
| Regionalliga Süd           | 2004–2006 | TSG 1899 Hoffenheim | 60     | 6    |
| Regionalliga Nord          | 2006–2007 | SV Wilhelmshaven    | 12     | 1    |
| Oberliga Baden-Württemberg | 2007–2008 | SV Waldhof Mannheim | 6      | 0    |
| DFB-Pokal                  | 2002–2003 | Wacker Burghausen   | 1      | 0    |
| DFB-Pokal                  | 2003–2004 | Wacker Burghausen   | 2      | 0    |
| DFB-Pokal                  | 2004–2005 | TSG 1899 Hoffenheim | 1      | 0    |
| DFB-Pokal                  | 2005–2006 | TSG 1899 Hoffenheim | 1      | 1    |